# اوکوولا
اوکوولا (به لاتین: Ukuwela) یک منطقهٔ مسکونی در سری‌لانکا است که در ناحیه متاله واقع شده‌است. اوکوولا ۶۸٬۰۲۷ نفر جمعیت دارد و ۳۸۳ متر بالاتر از سطح دریا واقع شده‌است.